# Teschemacherite
La teschemacherite è un minerale.